# Augusto Stahl
Pour les articles homonymes, voir Stahl.
Théophile Auguste Stahl, né à Bergame le 23 mai 1828 et mort à Brumath le  30 octobre 1877, connu sous le nom d'Augusto Stahl au Brésil, est un photographe brésilien d'origine française qui a vécu au XIXe siècle. 

## Biographie
Il est né le 23 mai 1828 à Bergame, en Italie, second fils de Jean Frédéric Stahl pasteur luthérien de Strasbourg et de Marie Élisabeth Stamm. Il est le second de leurs huit enfants.  
Augusto Stahl débarque à Recife le 31 décembre 1853, à bord du navire Thames, du Royal Mail. Il exerce à Pernambuco jusqu'en 1861, déménageant à Rio de Janeiro et recevant de l'empereur Pierre II le titre de Photographe de la Maison Impériale, le 21 avril 1862.  
Il épouse à Strasbourg le 22 avril 1863 Marie Julie Bing (1835-1921), dont il a deux enfants nés à Rio de Janeiro : Olga, en 1864 et Théodore, en 1865. De retour en Europe, il meurt à l'établissement public de santé Stephansfeld, un asile pour aliénés à Brumath le 30 octobre 1877,.

## Œuvres
Photographe paysagiste, Stahl démontre un intérêt pour la nature tropicale. Il a également documenté la construction du deuxième chemin de fer brésilien et la visite de Pierre II à Recife, en 1858. Il participe à diverses expositions de photographies dans les années 1860. Stahl est également connu pour avoir photographié la vie quotidienne de l'esclave noir. 

Œuvres d'Augusto Stahl
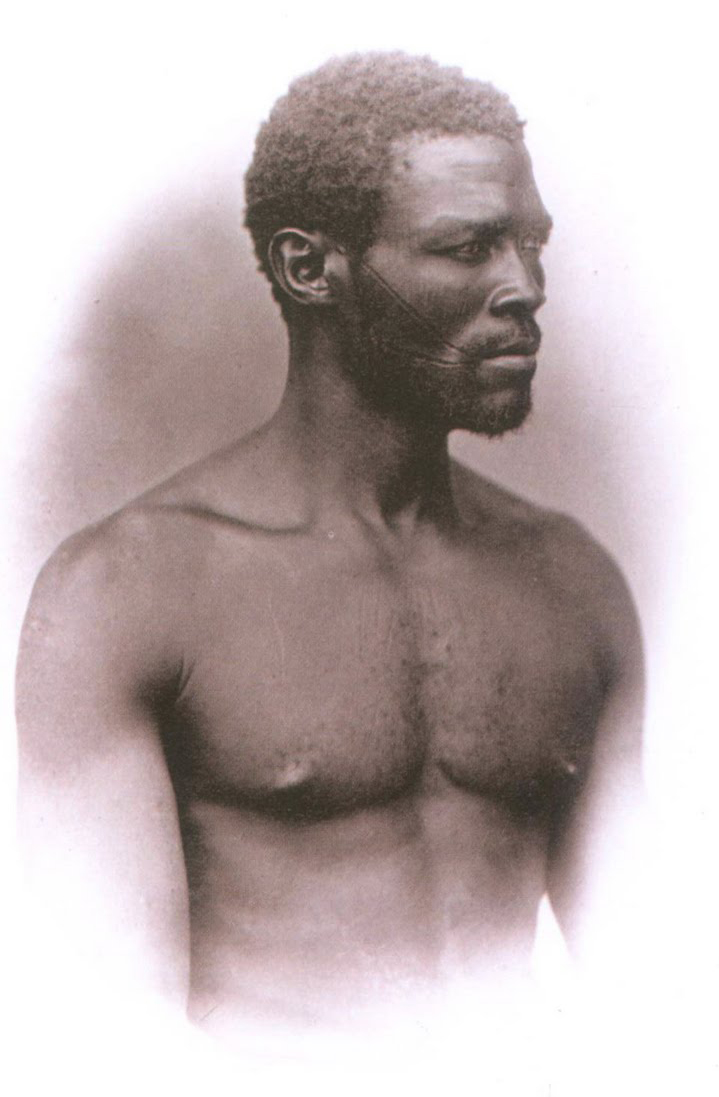
Esclave au Brésil, 1865.
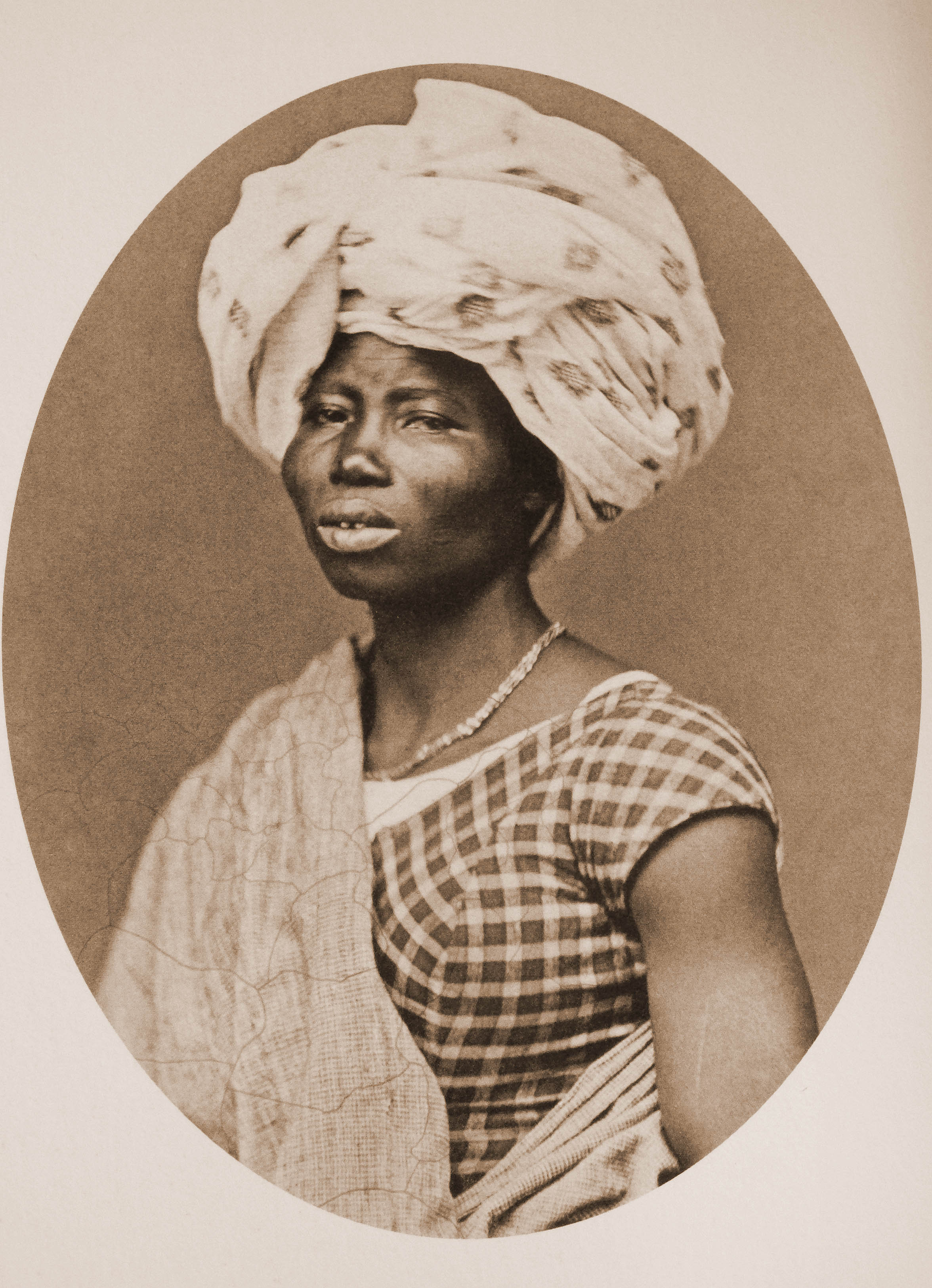
Portrait de type racial, identifié comme Mina Igeichà, Rio de Janeiro, 1865.
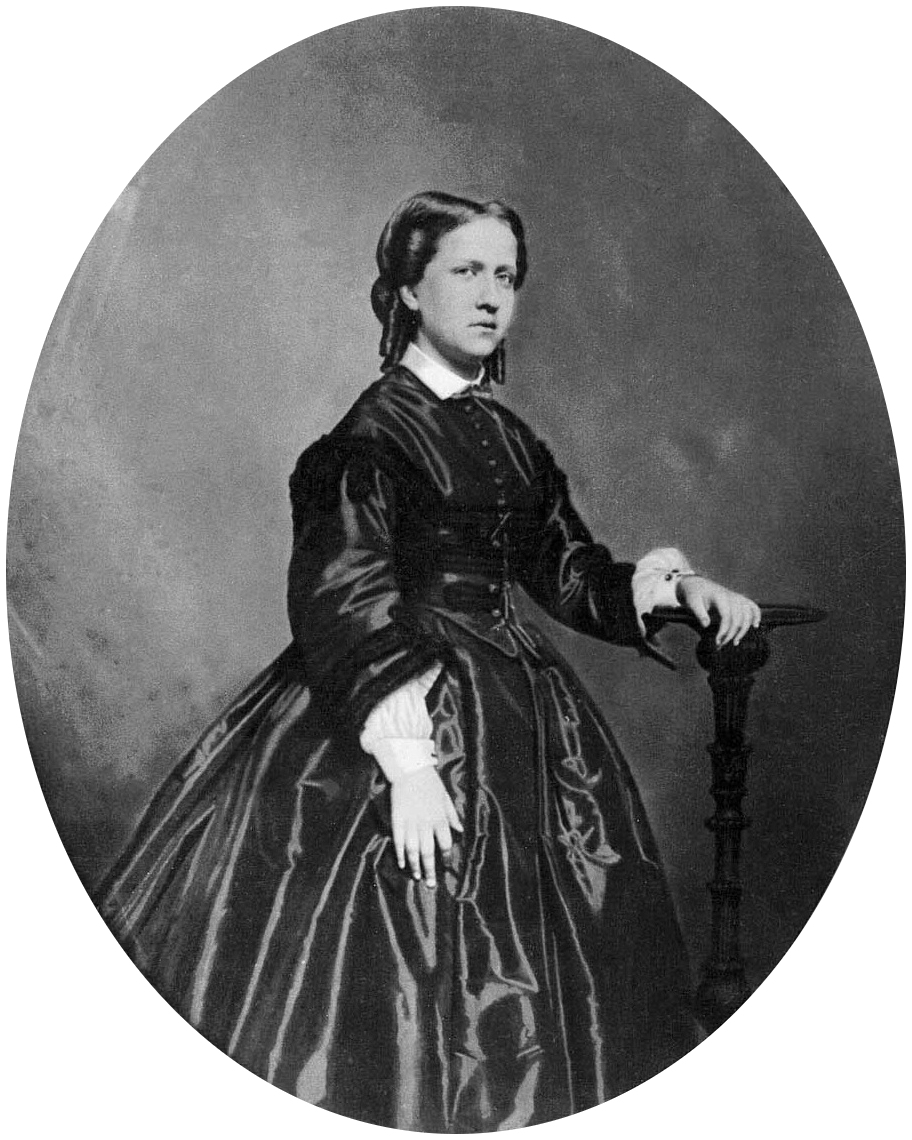
Isabelle du Brésil, vers 1865.